# Castello di Dudhope

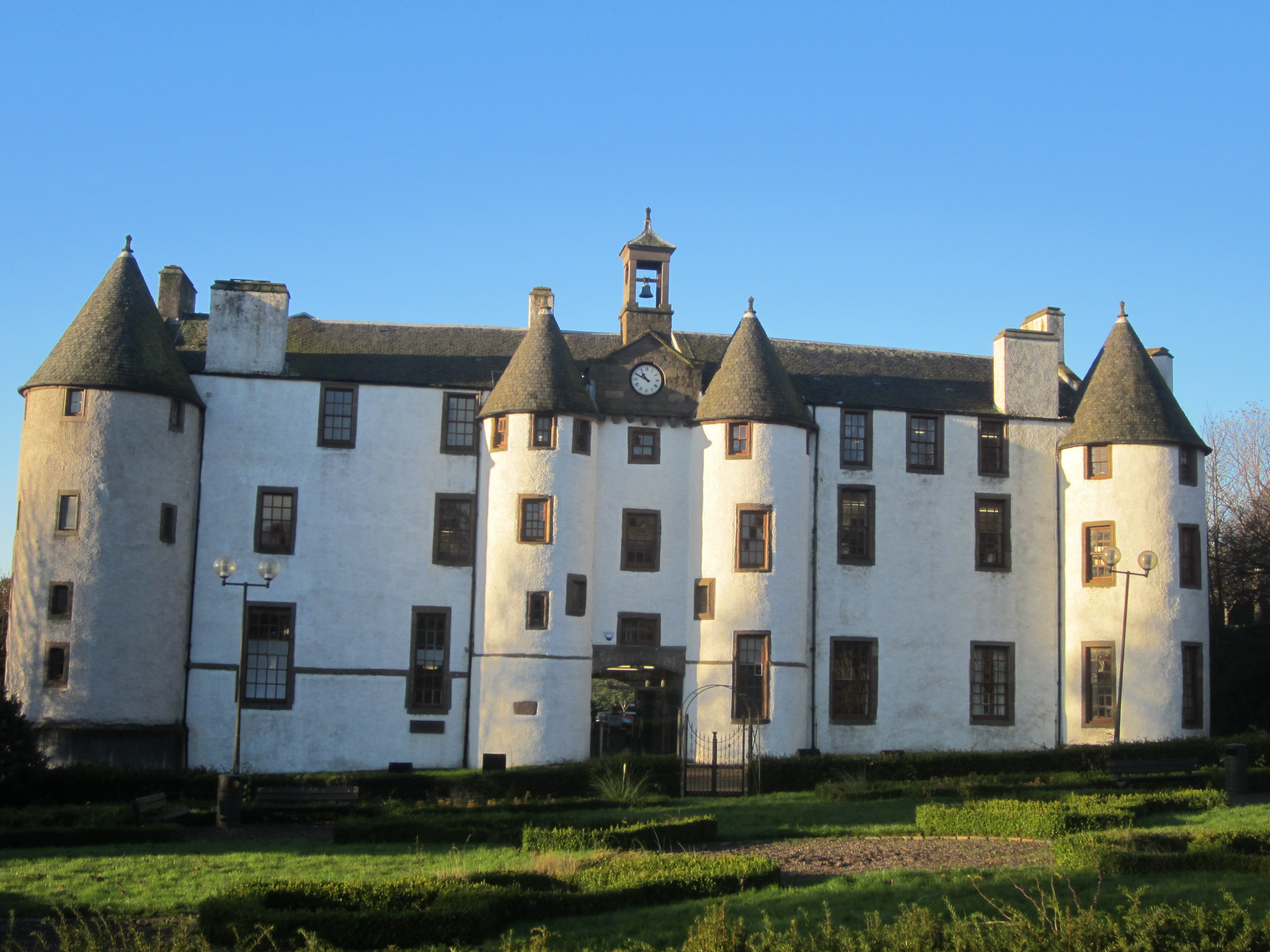
Facciata del castello di Dudhope

Il castello di Dudhope (inglese: Dudhope Castle) è uno storico edificio della città scozzese di Dundee (Scozia meridionale), situato nella zona di Dudhope e realizzato nella forma attuale nel 1580, ma le cui origini risalgono alla fine del XIII secolo. Un tempo residenza dei connestabili di Dundee, è uno dei più antichi edifici della città.

## Storia
Nel 1298, vennero nominati connestabili di Dundee i componenti della famiglia Skrymgeour, originaria del Fife. Gli Skrymgeour fecero così realizzare una propria residenza all'interno della tenuta di Dudhope.
Nel 1460 l'edificio originario venne sostituito da un nuovo edificio, a sua volta ricostruito nel 1580.
Nella seconda metà del XVII secolo, il castello fu ceduto dalla famiglia Skrymogeour a John Graham di Claverhouse, detto "Bonnie Dundee" (morto nel 1689 nella battaglia di Killiecrankie).
In seguito, tra il 1694 e il 1790, risiedettero nel castello i componenti della famiglia Douglas, trasferitasi poi a Dudhope House. Il primo di questi fu Archibald Douglas, conte di Forfar, che nel 1694 aveva ottenuto il ruolo di connestabile, ruolo che fu abolito nel 1784 da suo cugino.
Il castello fu quindi affittato da William Douglas alla British Woollen Co. nel 1792-1793 e fu riconvertito a mulino fino al 1795, dopodiché fu affittato dall'Ordinance Office e adibito a caserma fino al 1880-1881.
Qualche anno dopo, segnatamente nel 1883, l'edificio venne acquistato dal comune di Dundee. In seguito, il 28 settembre 1895, venne inaugurato un parco attorno al castello per volere di Sir James Low.
Nel corso della seconda guerra mondiale, il castello di Dudhope è stato nuovamente adibito a caserma.
Il castello, sottoposto a a un'opera di restauro tra il 1985 e il 1989, è stato utilizzato per ospitare vari eventi culturali ed è diventato sede dei corsi di economia di una delle due università della città, l'Abertay University.

## Architettura
Il castello di Dudhope si erge su un promontorio dell'area collinare nota come Dundee Law, all'interno del parco di Dudhope.
L'edificio è a pianta a forma di L ed è costituito da quattro piani.
Nell'area del castello, si trova un pozzo risalente al 1743 e trasferito in loco nel 1828.